# Рузвельт, Джеймс Джон
Джеймс Джон Рузвельт (англ. James John Roosevelt; 14 декабря 1795, Нью-Йорк, Нью-Йорк, США — 5 апреля 1875, Нью-Йорк, Нью-Йорк, США), известный как Джеймс I. (James I.) — американский политик, юрист, бизнесмен и член семьи Рузвельтов.

## Ранняя жизнь
Римская цифра I в имени Джеймс I использовалась, чтобы отличить Джеймса Джона от других Рузвельтов с таким же именем. Родился 14 декабря 1795 года в городе Нью-Йорк в семье Джеймса Якоба Рузвельта (1759–1840) и Марии Ван Шаак (1773–1845). Был крещён в Голландской реформатской церкви. Джеймс Джон — правнук американского бизнесмена Йоханнеса Рузвельта. Брат Джеймса, Корнелиус Рузвельт, является отцом Джеймса А. Рузвельта, Роберта Рузвельта и Теодора Рузвельта-старшего, а также дедом по отцовской линии президента США Теодора Рузвельта.
В 1815 году Джеймс Джон Рузвельт окончил Колумбийский колледж и в 1818 году был принят в адвокатскую палату. Работал юристом в Нью-Йорке, став партнером юриста Питера Августа Джея (сына Джона Джея).

## Карьера
Будучи активным членом Демократической партии США, Рузвельт поддерживал Эндрю Джексона на президентских выборах в США в 1828 году. Рузвельт был избран олдерменом в 1828 и 1830 годах, был членом Ассамблеи штата Нью-Йорк в 1835 и 1840 годах и служил в Конгрессе США с 1841 по 1843 год, но отказался участвовать в следующий выборах.
В 1851 году Рузвельт стал судьей Верховного суда Нью-Йорка и в течение одного срока был судьёй ex officio Апелляционного суда штата. С 1860 по 1861 год он был прокурором Южного округа Нью-Йорка. Изучал иностранное право в судах Англии, Нидерландов и Франции.
В бизнесе Рузвельт следовал традициям своего отца, торговца металлическими изделиями. После выхода на пенсию занялся сельским хозяйством. Он был первым президентом больницы Рузвельта, основанной его кузеном Джеймсом Х. Рузвельтом.

## Личная жизнь
30 мая 1831 года, в Париже, Рузвельт женился на Корнелии Ван Несс (1810–1876), дочери губернатора Вермонта и коллектора порта Нью-Йорка Корнелиуса П. Ван Несса и Роды (урожденной Сэвидж) Ван Несс. Среди гостей на свадьбе был французский аристократ Жильбер Лафайет. У Джеймса и Корнелии было одиннадцать детей. Все, кроме троих, умерли в детстве или в раннем возрасте.
Рузвельт умер 5 апреля 1875 года в своём доме на Бродвее 836-838 в Нью-Йорке из-за осложнений, возникших после того, как он сломал бедренную кость при падении. Похоронен на кладбище Грин-Вуд в Бруклине, Нью-Йорк.